# Champignol-lez-Mondeville
Champignol-lez-Mondeville – miejscowość i gmina we Francji, w regionie Grand Est, w departamencie Aube.
Według danych na rok 1990 gminę zamieszkiwało 288 osób, a gęstość zaludnienia wynosiła 7 osób/km².

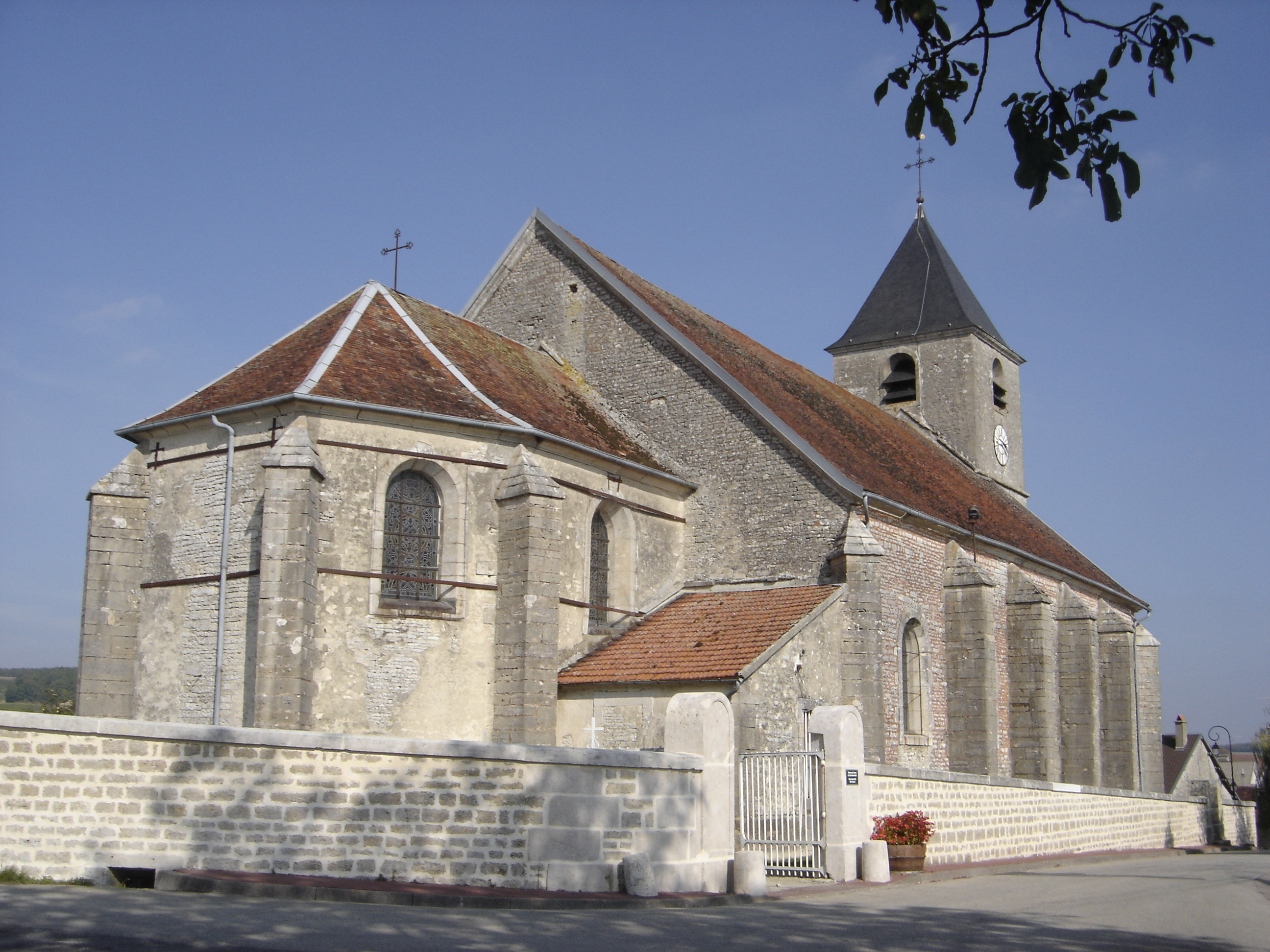
Kościół w Champignol-lez-Mondeville, 2009